# Jornal Relevo
O Jornal RelevO é um impresso de literatura criado em Curitiba no ano de 2010.

## Sobre o Jornal
O Jornal RelevO é um periódico de literatura criado pelo jornalista, doutor em Literatura e editor Daniel Zanella, em agosto de 2010. Trata-se de um jornal mensal de Curitiba, no formato tabloide, com tiragem de 6 mil exemplares e distribuído para diversas regiões do Brasil de forma gratuita, atingindo mais de cem cidades, além de ter distribuição em mais de 15 países. É um jornal importante para a literatura brasileira contemporânea, com mais de 190 edições e a publicação de aproximadamente dois mil autores. Publicou, em 2015, uma antologia homônima, com 63 textos escolhidos em 70 edições. Entre os autores selecionados, constam Miguel Sanches Neto, Luís Henrique Pellanda e Luci Collin.
O RelevO publica trechos de romances, contos, crônicas, poesias, ensaios, resenhas, entrevistas, HQ's, ilustrações e fotografias, além de ser um dos únicos três periódicos nacionais a contar com o serviço de ombudsman, cargo atualmente defendido pelo escritor Rafael Maieiro. O RelevO também divulga regularmente seu faturamento mensal. Atualmente, a equipe do periódico é formada por:
- Daniel Zanella, publisher e editor;
- Mateus Ribeirete, editor-assistente;
- Bolívar Escobar, projetista gráfico;
- Marceli Mengarda, projetista gráfica.